# كاي كالارد
كاي كالارد هي ممثلة كندية، ولدت في 10 نوفمبر 1923 في تورونتو في كندا، وتوفيت في 7 مارس 2008 في بيتربرة في المملكة المتحدة.

## وصلات خارجية
- كاي كالارد على موقع IMDb (الإنجليزية)
- كاي كالارد على موقع قاعدة بيانات الفيلم (الإنجليزية)